# Maurs
Maurs es una población y comuna francesa, situada en la región de Auvernia-Ródano-Alpes, departamento de Cantal, en el distrito de Aurillac. Es el chef-lieu del cantón de Maurs. Esta hermanada con la villa de Los Arcos (Navarra, España).

## Demografía
| 2485 | 2535 | 2566 | 2426 | 2350 | 2253 |
| Para los censos de 1962 a 1999 la población legal corresponde a la población sin duplicidades (Fuente: INSEE [Consultar]) |      |      |      |      |      |